# Pol Calet
Pour les articles homonymes, voir Calet.
Pol Calet (Fleurus, le 6 mai 1948) est un homme politique belge, membre du Parti socialiste.
Calet est régent en Mathématiques; professeur à l’Institut Jean Jaurès (Charleroi); directeur de la société d’habitations Mon Toit fleurusien, président de l'Intercommunale pour l’énergie et l’eau (AIE) (Farciennes).

## Carrière politique
- Conseiller communal de Fleurus (1983-)
  - Échevin, puis Premier échevin Finances et Sports (1993-2000)
  - Bourgmestre (2001-2006)
  - Premier échevin, chargé des Finances (2006-)
- Député wallon (2004-2009)